# Wendell Nascimento Borges
Wendell Nascimento Borges (Fortaleza, 20 juli 1993) − alias Wendell − is een Braziliaans voetballer die doorgaans als linksback speelt. Hij verruilde Grêmio in juli 2014 voor Bayer Leverkusen. In augustus 2021 maakte Wendell een transfer van Bayer Leverkusen naar FC Porto.

## Clubcarrière
Wendell verruilde in 2012 Iraty voor Londrina EC. Die club verhuurde hem aan Paraná Clube en Grêmio. Op 27 februari 2014 tekende hij een vijfjarig contract bij  Bayer 04 Leverkusen. De linksachter debuteerde voor Die Werkself in het bekerduel tegen SV Alemannia Waldalgesheim. Op 21 september 2014 maakte hij zijn debuut in de Bundesliga, tegen VfL Wolfsburg. Op 1 oktober 2014 debuteerde Wendell in de UEFA Champions League, tegen SL Benfica. Zijn eerste competitiedoelpunt volgde op 13 maart 2015 tegen VfB Stuttgart.

## Interlandcarrière
Wendell speelde in 2014 vier interlands voor Brazilië –21 op het Toulon Espoirs-toernooi.